# Resultados do Carnaval de Campo Grande em 2018
Resultados do Carnaval de Campo Grande em 2018. A Deixa Falar foi a campeã com o enredo Cio da Liberdade – Sob as lentes de Roberto Higa, 40 anos de Mato Grosso do Sul.

## Grupo Especial
| Posição | Escola                  | Pontos | Nota | Ref.  |
| ------- | ----------------------- | ------ | ---- | ----- |
| 1º      | Deixa Falar             | 269,3  |      | [ 1 ] |
| 2º      | Unidos da Vila Carvalho | 268,6  |      | [ 1 ] |
| 3º      | Catedráticos do Samba   | 265,8  |      | [ 1 ] |
| 4º      | Igrejinha               | 264,3  |      | [ 1 ] |
| 5º      | Unidos do São Francisco | 244,7  |      | [ 1 ] |

## Grupo de acesso
| Posição | Escola                            | Pontos | Nota      | Ref.        |
| ------- | --------------------------------- | ------ | --------- | ----------- |
| 1º      | Unidos do Cruzeiro                | 260,7  | Promovida | [ 1 ] [ 2 ] |
| 2º      | Cinderela Tradição do José Abraão | 258,8  |           | [ 1 ] [ 2 ] |
| 3º      | Unidos do Aero Rancho             | 254,4  |           | [ 1 ] [ 2 ] |